# John E. Walker

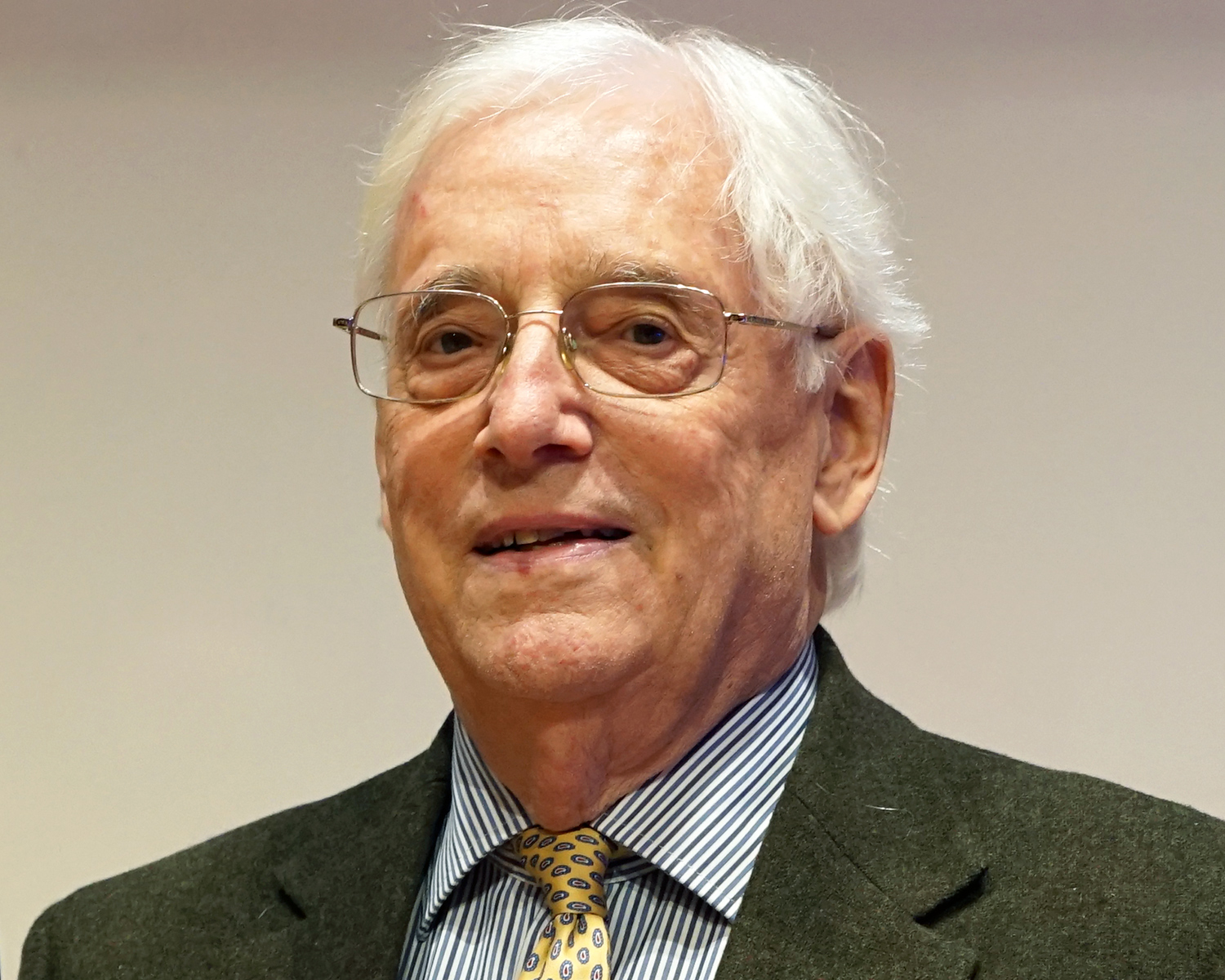
Sir John E. Walker, 2018

Sir John Ernest Walker (* 7. Januar 1941 in Halifax) ist ein britischer Molekularbiologe, der 1997 gemeinsam mit Paul Delos Boyer und Jens Christian Skou für seine Arbeiten am Adenosintriphosphat (ATP) mit dem Nobelpreis für Chemie ausgezeichnet wurde.

## Biographie
John Ernest Walker wurde 1941 in Halifax in Yorkshire geboren. Er studierte an der Universität in Oxford und promovierte hier 1969. 1974 begann er als Mitarbeiter am Medical Research Council Laboratory of Molecular Biology an der Universität Cambridge und ist dort seit 1982 als Senior Scientist. 1995 wurde er in die Royal Society aufgenommen, die ihn 2012 mit der Copley Medal auszeichnete. 1999 wurde er als Knight Bachelor („Sir“) geadelt.

## Werk
Wie seine Kollegen Skou und Boyer beschäftigte sich John Ernest Walker vor allem mit Enzymen, die die Arbeit des Adenosintriphosphat, des Hauptenergielieferanten im Metabolismus der Organismen, katalysieren. Er und Boyer konzentrierten sich dabei vor allem auf die Synthese des ATP durch das Enzym ATP-Synthase. Dieses stellt aus dem Adenosindiphosphat (ADP) und einem weiteren Phosphatmolekül das ATP her, indem es diese beiden aneinander bindet. In den 1980er Jahren stellte Boyer ein Modell vor, wie über die ATP-Synthase das ATP gebildet werden konnte. Als Basis dienten ihm biochemische Analysedaten. Die Korrektheit des Modells wurde von John Ernest Walker durch Strukturanalysen des Enzyms bestätigt.

## Mitgliedschaften
- 1983 European Molecular Biology Organization
- 1998 Academia Europaea[2]
- 1999 Auswärtiges Mitglied der Königlich Niederländischen Akademie der Wissenschaften
- 2003 Auswärtiges Mitglied der Accademia dei Lincei
- 2004 Auswärtiges Mitglied (Foreign Associate) der National Academy of Sciences